# شايتن (تشيلي)
شايتن (بالإسبانية: Chaitén) هي بلدية تقع في تشيلي في Palena Province.[بحاجة لمصدر] يقدر عدد سكانها بـ 3,347 نسمة ومساحتها 8,470.5 كم2 وترتفع عن سطح البحر 12 متر.